# Adhémar Gelb
Adhémar Gelb (geboren 18. November 1887 in Moskau, Russisches Kaiserreich; gestorben 7. August 1936 in Schömberg) war ein deutscher Psychologe.

## Leben
Adhémar Maximilian Maurice Gelb war der Sohn des in Moskau tätigen Versicherungsdirektors Maximilian Gelb (1855–1901) und der Wilhelmina Stahl (1856–1942). Nach dem Besuch des Peter-und-Paul-Gymnasiums in Moskau studierte Gelb ab 1906 in München Philosophie und promovierte 1910 bei Carl Stumpf an der Berliner Universität, wo er bis 1912 als Volontärassistent am Psychologischen Institut arbeiten konnte. Er heiratete Nelly Achenbach (1888–1969), Tochter des Opernsängers Max Alvary, sie hatten einen Sohn. Gelb wurde Assistent am Psychologischen Institut der „Akademie für Sozialwissenschaften zu Frankfurt/Main“, die 1914 der Frankfurter Universität eingegliedert wurde. Ab 1915 arbeitete er mit Kurt Goldstein in einem Frankfurter Lazarett für hirnverletzte Soldaten.
Nach der Habilitation 1919 wurde er in Frankfurt 1924 außerordentlichen Professor, 1929 ordentlicher Professor und wurde zusammen mit Max Wertheimer Direktor des Frankfurter Psychologischen Instituts. Die spätere Gestalttherapeutin Laura Perls promovierte bei ihm. In einem Seminar von Gelb sahen sich die Philosophen Theodor W. Adorno und Max Horkheimer zum ersten Mal. 1931 erhielt Gelb einen Ruf an die Universität Halle und wurde dort Direktor des von ihm aufgebauten Psychologischen Seminars.
Nach der Machtübergabe an die Nationalsozialisten wurde Gelb in Halle aus rassistischen Gründen entlassen und emigrierte mit einem Rockefeller-Stipendium in die Niederlande, wo er mit Kurt Goldstein auf ein Einreisevisum für die Vereinigten Staaten wartete. Berufungsverhandlungen mit der Universität Stockholm kamen 1934 wegen seiner Erkrankung an Lungentuberkulose nicht zum Abschluss. Er hielt 1935 noch zehn Gastvorträge an der Universität Lund, bevor er wegen seiner Krankheit eine Klinik im Schwarzwald aufsuchen musste. Die deutschen Patienten dort zwangen ihn, eine eigene Unterkunft im Dorf zu beziehen. Kurz nachdem Gelb verstarb, beging der Sohn Suizid.
Gelb war experimentell-psychologisch orientiert und misstraute vorschnellen Ergebnissen und Veröffentlichungen. Die international anerkannte Leistung Gelbs ist die theoretisch und experimentell fundierte genaue Analyse der Störungen der Sinneswahrnehmung (insbesondere auch der Farbwahrnehmung), der Sprache und der Erkenntnisvorgänge nach Hirnverletzungen. Er konnte in diesen Bereichen die neuen Erkenntnisse der Gestaltpsychologen präzisieren.

## Schriften (Auswahl)
- Theoretisches über „Gestaltqualitäten“, Leipzig, 1910. Zeitschrift f. Psychol.u. Physiol d. Sinnesorgane. Abt. 1. Bd. 59. Inaug.-Diss.--Berlin.
- Bibliographie der deutschen und ausländischen Literatur des Jahres 1913 über Psychologie, ihre Hilfswissenschaften und Grenzgebiete, Leipzig: Barth, 1913.
- Die „Farbenkonstanz“ der Sehdinge, Handbuch der Normalen und Pathologischen Physiologie 1929, 594–678.
- Zur medizinischen Psychologie und philosophischen Anthropologie, Haag: Nijhoff, 1937 (Reprograf. Nachdr. Darmstadt 1969: Wissenschaftliche Buchgesellschaft).
- Hauptergebnisse und Methoden hirnpathologischer und psychopathologischer Forschung: 10 Vorträge, gehalten in Lund März-April 1935, 1935.
- Adhémar Gelb; Kurt Goldstein; Wilhelm Fuchs: Psychologische Analysen hirnpathologischer Fälle, Leipzig: Barth, 1920.